# 손치호
손치호(1908년 8월 8일~2001년 9월 14일)는 대한민국의 정치인이다. 제5대 국회의원을 지냈다.

## 역대 선거 결과
|  | 16.95% |

|  | 17.26% |